# Endasys magnocellus
Endasys magnocellus är en stekelart som beskrevs av Sawoniewicz och Luhman 1992. Endasys magnocellus ingår i släktet Endasys och familjen brokparasitsteklar. Inga underarter finns listade i Catalogue of Life.